# HLS
HTTP Live Streaming (HLS) - це протокол, що використовується для доставки відеоконтенту в реальному часі з адаптивним бітрейтом на основі HTTP, розроблений компанією Apple Inc. і випущений у 2009 році. Підтримка протоколу широко поширена в медіаплеєрах, веб-браузерах, мобільних пристроях і серверах потокового мультимедіа. Станом на 2022 рік щорічне опитування відеоіндустрії незмінно визнає його найпопулярнішим потоковим форматом .
HLS схожий на MPEG-DASH тим, що працює шляхом розбиття загального потоку на послідовність невеликих завантажень файлів на основі HTTP, кожне з яких завантажує один короткий фрагмент загального потенційно необмеженого транспортного потоку. Список доступних потоків, закодованих з різною швидкістю передачі даних, надсилається клієнту за допомогою розширеного списку відтворення M3U .

## Історія
Історія HTTP Live Streaming розпочинається 2009 року, коли вона була вперше представлена Apple. У той час технологія була запатентованою і підтримувалася тільки на пристроях і платформах Apple. Основною мотивацією розробки HLS було забезпечення стандартизованого підходу до доставки відеоконтенту на пристрої iOS, які в той час швидко набирали популярність. Спочатку HLS був розроблений для роботи з медіаплеєром QuickTime від Apple веб-браузер Safari. Він покладався на формат транспортного потоку MPEG-2 (TS) для доставки відеоконтенту через Internet. Технологія дозволяла доставляти  відеоконтент невеликими дискретними порціями, кожна з яких могла бути кешована локально для підвищення продуктивності і зменшення буферизації. Крім того, HLS підтримував адаптивну потокову передачу в бітрейті, що дозволяло серверам настроювати якість відео на основі доступної смуги пропускання і умов мережі.
У 2011 році Apple представила пропозицію в робочу групу з розробки Internet (IETF) по стандартизації протоколу HLS. Пропозицію було прийнято, і в серпні 2017 року HLS був офіційно стандартизований як RFC 8216. Цей крок дозволив іншим платформам і пристроям підтримувати HLS, зробивши його більш доступним і сумісним. Відтоді HLS став провідним протоколом для доставки відеоконтенту в реальному часі та за запитом через Internet. Він широко використовується великими онлайн-відеоплатформами, такими як YouTube, Netflix і Amazon Prime Video. Крім того, HLS був прийнятий багатьма мовними компаніями і контент-провайдерами для доставки свого контенту глядачам мережею Internet.
В останні роки HLS продовжує розвиватися та удосконалюватися. Наприклад, протокол тепер підтримує ряд відеокодеків, включаючи H.264, H.265 і VP9, а також аудіокодеки, такі як AAC і MP3. Крім того, HLS стала більш ефективною завдяки здатності приносити високоякісний відеоконтент в мережах з меншою пропускною здатністю. В цілому, історія HLS відображає зростаючий попит на високоякісний онлайн-відеоконтент і потребу в стандартизованих, надійних протоколах для його доставки глядачам по всьому світу.

## Ключові особливості HLS
Він пропонує кілька ключових функцій, які роблять його надійним та ефективним рішенням для онлайн-доставки відео. Деякі з ключових особливостей HLS включають:
- адаптивна потокова передача в бітрейті (HLS підтримує адаптивну потокову передачу в бітрейті, що означає, що сервер може регулювати якість відео на основі доступної смуги пропускання і умов мережі. Це гарантує, що глядачі зможуть насолоджуватися високоякісним відеоконтентом, незалежно від швидкості інтернет-з'єднання);
- широка сумісність (HLS підтримується широким спектром пристроїв і платформ, включаючи iOS, Android, Windows, macOS і Linux. Це робить його універсальним рішенням для доставки відеоконтенту глядачам на різні пристрої);
- доставка на основі сегментів (HLS розбиває відеоконтент на невеликі, керовані сегменти, зазвичай тривалістю від 2 до 10 секунд. Це забезпечує більш швидку та ефективну доставку відеоконтенту, оскільки сегменти можуть кешуватися і доставлятися незалежно один від одного);
- підтримка декількох кодеків (HLS підтримує відео - та аудіокодеки, включаючи H.264, H.265 і VP9 для відео, а також AAC і MP3 для аудіо. Це гарантує, що контент-провайдери зможуть надавати високоякісний відеоконтент, сумісний з широким спектром пристроїв і платформ);
- шифрування і підтримка DRM (HLS підтримує шифрування і управління цифровими правами (DRM) для захисту контенту від несанкціонованого доступу і піратства.  Це гарантує, що контент-провайдери можуть безпечно доставляти свій контент глядачам без ризику піратства або порушення авторських прав);
- низька затримка (HLS підтримує потокову передачу з низькою затримкою, що означає, що відеоконтент в реальному часі може бути доставлений з мінімальною затримкою. Це робить його підходящим рішенням для трансляції подій у режимі реального часу, таких як спортивні або новинні трансляції);
- поліпшені можливості перегляду (поєднання адаптивної потокової передачі в бітрейті, доставки на основі сегментів і потокової передачі з низькою затримкою гарантує, що глядачі можуть насолоджуватися плавним і безперервним переглядом з мінімальною буферизацією або затримкою).

## Пристрої, підтримувані HLS
Деякі з пристроїв, що підтримують HLS, включають:
- Пристрої iOS: HLS підтримується на всіх пристроях iOS, включаючи iPhone, iPad і iPod touch. Це включає підтримку адаптивної потокової передачі в бітрейті, потокової передачі з низькою затримкою і управління цифровими правами (DRM).
- Пристрої Android: Багато пристроїв Android також підтримують HLS, включаючи ті, які працюють під управлінням Android 3.0 і вище. Це включає в себе підтримку адаптивної потокової передачі в бітрейті і потокової передачі з низькою затримкою.
- Веб-браузери: Більшість сучасних веб-браузерів, включаючи Google Chrome, Mozilla Firefox і Microsoft Edge підтримують відтворення HLS з використанням  відео HTML5. Це включає підтримку адаптивної потокової передачі в бітрейті, потокової передачі з низькою затримкою і управління цифровими правами (DRM).
- Смарт-телевізори: Багато смарт-телевізорів підтримують відтворення HLS, включаючи телевізори Samsung, Philips, LG і Sony. Це  включає в себе підтримку адаптивної потокової передачі в бітрейті і потокової передачі з низькою затримкою.
- Потокові пристрої: Потокові пристрої, такі як Roku, Apple TV, Amazon Fire TV і Google Chromecast, також підтримують відтворення HLS. Це включає підтримку адаптивної потокової передачі в бітрейті, потокової передачі з низькою затримкою і управління цифровими правами (DRM).
- Ігрові консолі: Ігрові консолі, такі як Xbox і PlayStation, також підтримують відтворення HLS. Це включає в себе підтримку адаптивної потокової передачі в бітрейті і потокової передачі з низькою затримкою.
- Настільні комп'ютери: Більшість настільних комп'ютерів підтримують відтворення HLS з допомогою сумісних медіаплеєрів, таких як VLC media Player і QuickTime Player. Це включає підтримку адаптивної потокової передачі в бітрейті, потокової передачі з низькою затримкою і управління цифровими правами (DRM).

## Проблеми безпеки та їх усунення
Як і у випадку з будь онлайн-технологією, існують потенційні ризики безпеки, пов'язані з HTTP Live Streaming (HLS), про які повинні знати контент-провайдери. Ось деякі поширені проблеми безпеки й методи виправлення для HLS:
- Піратство контенту: Одним з найбільших ризиків безпеки, пов'язаних з HLS, є піратство контенту. Зловмисники можуть спробувати захопити і поширити захищений авторським правом контент, перехоплюючи трафік і HLS копіюючи контент. Щоб запобігти це, контент-провайдери можуть використовувати технології шифрування і  управління цифровими правами (DRM) для захисту свого контенту від несанкціонованого доступу і копіювання.
- Атаки "Людина посередині": Ще однією загрозою безпеки є атаки "людина посередині" (MITM), при яких зловмисники перехоплюють і змінюють трафік HLS, щоб вкрасти конфіденційну інформацію або впровадити шкідливе ПО в систему. Щоб запобігти атаки MITM, контент-провайдери можуть використовувати шифрування і безпечні протоколи зв'язку, такі як HTTPS, для захисту свого контенту і комунікацій.
- Впровадження шкідливого коду: Зловмисники також можуть спробувати впровадити шкідливий код в потік HLS або через файл маніфесту, або через самі медіасегменти. Щоб запобігти цьому, контент-провайдери повинні перевіряти потік HLS, перш ніж надавати його глядачам.
- Атаки типу "відмова в обслуговуванні": Атаки типу "відмова в обслуговуванні" (DoS) також можуть бути запущені проти серверів HLS, або перевантажуючи їх трафіком, або націлився на конкретні уразливості в протоколі HLS. Щоб запобігти DoS-атаки, контент-провайдери повинні впровадити належні заходи безпеки, такі як брандмауери, засоби балансування навантаження на мережі  доставки контенту.
- Атаки з використанням міжсайтового скриптинга (XSS): Атаки з використанням міжсайтового скриптинга (XSS) також можуть бути запущені проти веб-сайтів з підтримкою HLS, де зловмисники впроваджують шкідливі скрипти на веб-сторінку для крадіжки конфіденційної інформації або виконання довільного коду. Щоб запобігти XSS атаки, постачальники контенту повинні очищати і перевіряти всі користувальницькі дані та використовувати безпечні протоколи зв'язку, такі як HTTPS.